# التهاب الأنف دوائي المنشأ
التهاب الأنف دوائي المنشأ <Rhinitis medicamentosa> (اختصاراً : RM) هو حالة من احتقان الأنف الإرتدادي الناجم عن استخدام الطويل لمضادات الاحتقان الموضعية (على سبيل المثال: البخاخات الأنفية للأوكسي ميتازولين و الفينيليفرين و الزايلوميتازولين و النافازولين) التي تعمل على تقبض الأوعية الدموية في بطانة الأنف .

## العرض
تحدُث هذه الحالة بعد 5 إلى 7 أيام من استعمال هذه الأدوية.
يحاول المريض عادة زيادة جرعة وتكرار البخاخ الأنفي بعد بدء RM, و هذا ما يزيد الحالة سوءاً.
قد يؤدّي تورُّم قنوات الأنف الناتج عن الاحتقان الارتدادي في نهاية الأمر إلى فرط تنسج دائم، والذي قد يعوق التنفس الأنفي حتى الإزالة الجراحية.

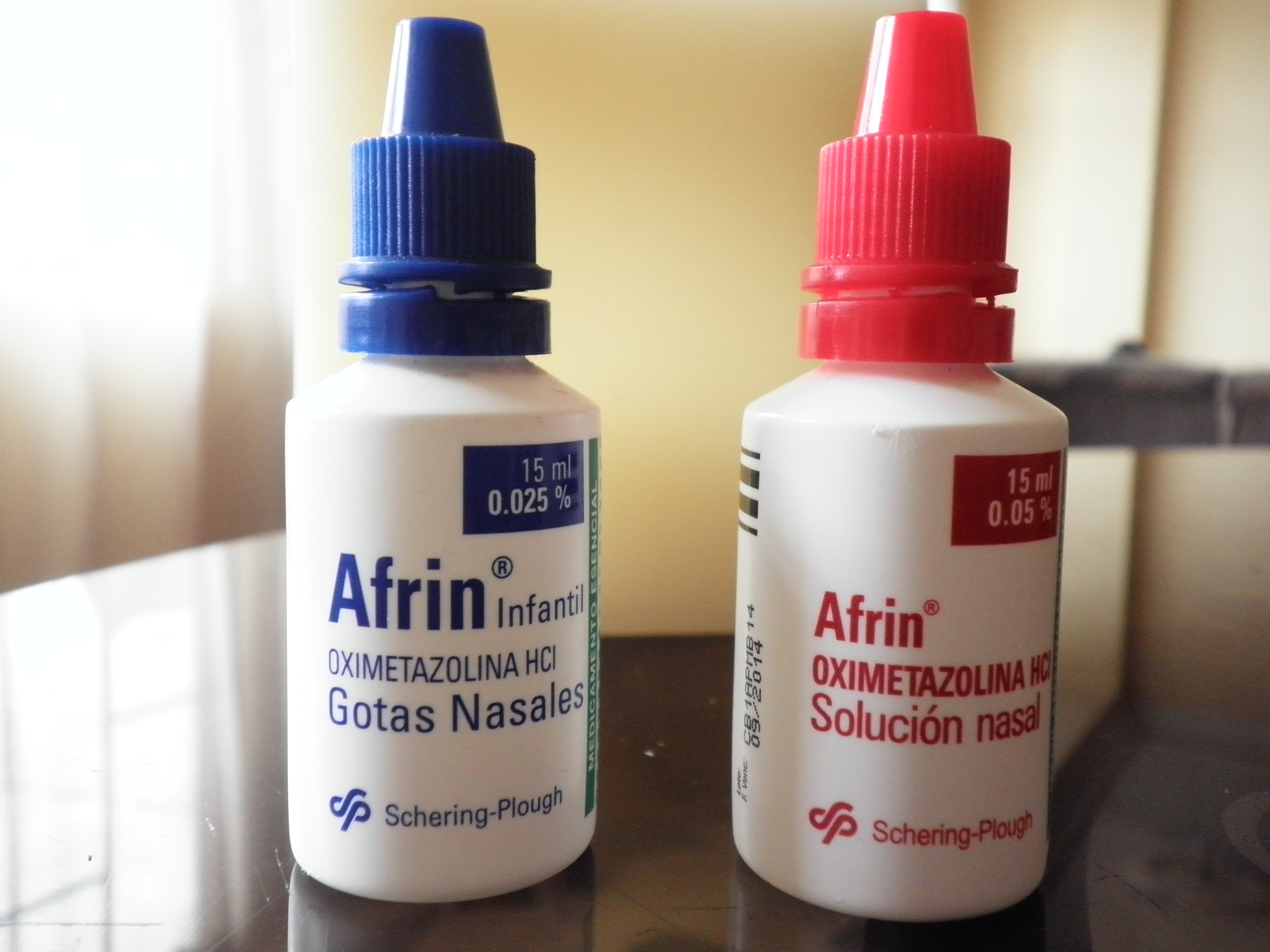
اسم تجاري للأوكسيميتازولين أفرين. الاستخدام المطول لمقبضات الأوعية الأنفية تسبب التهاب أنف دوائي

## الفيزيولوجية المرضية
إن آلية حدوث التهاب الأنف دوائي المنشأ غير واضحة مع أنه تم اقتراح عدة نظريات. تنبِّه محاكيات الودي الأمينية مباشرة التأثير، مثل فينيل إفرين، مستقبلات ألفا الأدرينرجية. بينما تنبِّه العوامل مختلطة التأثير، مثل سودوإفدرين كلاً من مستقبلات ألفا وبيتا الأدرينرجية بشكل مباشر أو غير مباشر عبر تحرير النورإبينفرين من النهايات العصبية الودية.
في البداية، يهيمن التأثير المضيّق للأوعية, لكن بالإستعمال المستمر لنواهض مستقبلات ألفا, ينخفض هذا التأثير أولاً, مؤدياً لتوسع وعائي بسبب هيمنة تنبيه مستقبلات بيتا.
قد تشارك مشتقات الايميدازولين مثل الاوكسي ميتازولين على الالتلقيم الراجع السلبي للإنتاج الداخلي للنورإبينفرين لذا بعد التوقف عن الاستخدام الطويل لها يكون الانقباض الوعائي الودي غير كافي في مخاطية الانف وتسيطر الفعالية نظيرة الودية مما يسبب زيادة الإفراز المخاطي ووذمة انفية 
على كل حال إذا استخدم الاوكسي ميتازولين ليلا فقط لعلاج التهاب الانف التحسسي فيمكن عندها استخدامه لمدة أطول من اسبوع واحد بدون وجود خطورة الإصابة بالتهاب الانف الدوائي.

## المعالجة
تتضمن معالجة RM سحب استخدام البخاخ الانفي حيث يمكن استخدام مقاربة ديك بارد( cold turkey) «وهي طريقة تعتمد إيقاف الإدمان على الدواء من خلال عدم أخذ الدواء أو عدم أخذ أي معالجة أخرى للحماية من الإدمان ومن اعراض الانسحاب» ومقاربة الفطام weaning. تعتبر مقاربة الـ cold turkey المقاربة الأكثر فعالية حيث أنها تزيل مباشرة سبب الحالة لكن قد تكون الفترة الزمنية الفاصلة بين حدوث الاحتقان وتفريجه طويلة جدا عند بعض الافراد (خاصة عند محاولة النوم وعدم قدرة الشخص على التنفس بواسطة الانف). يساعد استخدام بخاخ المصل الفيزيولوجي الانفي الذي يباع بدون وصفة طبية OTC على فتح المنخر دون ان يسبب RM إذا كان البخاخ لايحوي مضاد احتقان (أو مادة حافظة) .)
يمكن أن تعالج أعراض الاحتقان وسيلان الانف ببخاخ انفي استيروئيدي تحت مراقبة الطبيب وفي الحالات الشديدة قد تكون الستيروئيدات الفموية أو الجراحة الانفية ضرورية .
هناك تقارير لحالات فردية لاشخاص نجحوا في المعالجة وذلك بالاعتماد على معالجة الانسحاب لمنخر واحد في وقت محدد.
وأظهرت دراسة أن مضاد الانتان بنزلكونيوم كلورايد الذي يضاف إلى بخاخات الانف بشكل متكرر كمادة حافظة يزيد من سوء الحالة لانه يزيد من التورم الارتدادي.

## المسببات
الحالات الشائعة التي تؤدي إلى الاستخدام المفرط لمضادات الاحتقان:
انحراف الحاجز الأنفي (الوتيرة) Deviated septum
انتان الطرق التنفسية العلوية Upper respiratory tract infection
التهاب الأنف الحَرَكِيُّ الوِعائِيّ Vasomotor rhinitis
استخدام الكوكايين Cocaine use
الحمل (لاتعتبر هذه المنتجات امنة أثناء الحمل) Pregnancy
التهاب الأنف والتهاب الجيوب المزمن Chronic rhinosinusitis
ضخامة المَحارَات الأَنْفِيَّةُ السُّفْلِيَّة Hypertrophy of the Inferior Turbinates